# Дубин, Борис Владимирович
Бори́с Влади́мирович Ду́бин (31 декабря 1946, Москва — 20 августа 2014, там же) — советский и российский социолог, филолог, поэт-переводчик, литературовед, эссеист. Дубин переводил на русский произведения английской, французской, испанской, латиноамериканской, польской литературы, первым из переводчиков в современной России познакомил аудиторию с Борхесом. Писал стихи, аналитические работы и эссе. Кавалер Ордена «За заслуги» (Франция), лауреат множества литературных премий.
С середины 1980-х стал заниматься социологией, опубликовал много работ в соавторстве со Львом Гудковым. С 1988 года работал во ВЦИОМ, в 2006—2012 руководил отделом социально-политических исследований Левада-Центра, в те же годы занимал пост заместителя главного редактора журнала «Вестник общественного мнения». Читал лекции в РГГУ и Шанинке. С 2012-го — член редколлегии журнала «Иностранная литература».

## Биография
Борис Дубин родился 31 декабря 1946 года в московской семье медиков — военного врача Владимира Илларионовича и педиатра Лидии Фёдоровны. По рассказам Бориса, его родители были москвичами во втором поколении — в 1920-х бабушка по матери переехала из деревни в столицу работать на фабрике. В 1956-м Дубин с серебряной медалью закончил среднюю школу, в 1970-м — филологический факультет МГУ на отделении «Русский язык за рубежом» по специальности «Русский язык и литература, французский язык». Однокурсниками Дубина были Михаил Филиппов и Виктор Ерофеев. После окончания университета с 1970 по 1985 год работал в секторе социологии книги и чтения Государственной библиотеки им. Ленина.
В 1970 году женился, стал отцом в 1972-м. В том же году в широкой печати были опубликованы первые переводы Дубина.
Работал в Институте книги при Всесоюзной книжной палате (1985—1988). С 1995 года преподавал в РГГУ, где совместно с Львом Гудковым читал лекции по социологии культуры, в начале 2000-х вёл курс лекций по истории модерна в Шанинке.
Умер 20 августа 2014 года в Москве, был похоронен в колумбарии Нового Донского кладбища.

### Литературная деятельность
Примкнув к кружку поэтов СМОГа в середине 1960-х, Дубин подружился с Владимиром Батшевым и Сергеем Морозовым. Во второй половине десятилетия он короткое время занимался в литературном семинаре Зиновия Паперного при Союзе писателей СССР, посещал семинары Арсения Тарковского, Давида Самойлова. Через Бориса Слуцкого познакомился с редактором московского издательства «Художественная литература» Олегом Степановичем Лозовецким, по предложению которого выполнил несколько переводов Теофиля Готье для готовящегося сборника. После этой работы Лозовецкий привёл Дубина в испанскую редакцию издательства, а впоследствии познакомил с Анатолием Гелескулом, который оказал значительное влияние на становление Дубина как переводчика. С 1974 года Дубин увлёкся Борхесом и стал первым переводчиком, познакомившим с ним русскую аудиторию. С 1980-х Дубин вошёл в круг участников Тыняновских чтений, которые проводила в латышском Резекне Мариэтта Омаровна Чудакова. Публиковал статьи о новейшей зарубежной словесности, о современной российской поэзии. Составил и перевёл антологию Пространство другими словами: Французские поэты XX века об образе в искусстве (СПб.: Издательство Ивана Лимбаха, 2005), книгу избранной поэзии и прозы Хосе Лесамы Лимы Зачарованная величина (СПб.: Изд-во Ивана Лимбаха, 2012). Собственные стихи Дубина были опубликованы в книге Порука. Избранные стихи и переводы (СПб.: Изд-во Ивана Лимбаха, 2013).
Крупнейшие переводные работы Дубина — испанская песенная лирика Средневековья и Возрождения, поэзия Золотого века (Сан-Хуан де ла Крус, Л. де Леон, Боскан, Кальдерон, Гонгора и др.), стихи и проза Аполлинера, Эндре Ади, Рубена Дарио, Антонио Мачадо, Хименеса, Валье-Инклана, Федерико Гарсиа Лорки, Луиса Сернуды, Висенте Алейксандре, Рафаэля Альберти, Борхеса, Октавио Паса, Сесара Вальехо, Фелисберто Эрнандеса, Хосе Лесамы Лимы, Синтио Витьера, Пабло Неруды, Сальвадора Эсприу, Пере Жимферрера, Фернандо Пессоа, эссеистика Ханны Арендт, Сьюзен Зонтаг, Исайи Берлина, Беккета, Мориса Бланшо, Эмиля Чорана, Анри Мишо, Мишеля де Серто, Мишеля Серра, Жана Старобинского, Бонфуа, Жакоте, Жака Дюпена, Мишеля Деги, Марии Самбрано, Хосе Ортеги-и-Гассета, Хулио Кортасара, Хосе Анхеля Валенте, Джорджо Агамбена и др. Переводил таких польских авторов, как Бруно Шульц, Ежи Либерт, Кшиштоф Бачинский, Чеслав Милош, Януш Шубер и Эугениуш Ткачишин-Дыцкий.

### Социология
Дубин признан одним из ведущих социологов России, он является автором свыше 200 научных работ по проблемам социологии. В эту науку Дубин пришёл из литературы — ещё работая в Ленинке, в 1972—1973 годах он ездил в командировки в белорусские и свердловские деревни с задачей провести опрос крестьян «о том, что они читали». Через коллегу по Ленинке и будущего многолетнего соавтора Льва Гудкова Дубин познакомился с Юрием Левадой, во многом благодаря которому стал серьёзно заниматься социологией.
С 1988 года Дубин работал во Всесоюзном (позднее — Всероссийском) центре изучения общественного мнения ВЦИОМ. В 2003 году новое начальство уволило Юрия Леваду в связи с его отказом починять работу цензуре и государственному давлению. Вместе с коллегами Дубин перешел в Левада-Центр, где возглавил отдел социально-политических исследований. С 2006 по 2012 Дубин был заместителем главного редактора журнала «Вестник общественного мнения». В «Леваде» Дубин принимал участие по всех значимых исследованиях, как аналитик исследовал социальные изменения в российском обществе: наследие «советского человека», страх перемен и его влияние на эпоху после распада СССР, мировоззрение элит 2000-х годов, и др.
Дубин часто высказывался по острым политическим вопросам. Уже в 2008 году писал о национализации памяти государством, механизмах конструирования «правильной» истории. В марте 2014 года подписал обращение против политики российской власти в Крыму. Посмертно была опубликована его книга «Смысловая вертикаль жизни: книга интервью о российской политике и культуре 1990—2000-х», в которой предсказаны все негативные тенденции, ярко проявившиеся с 2014 года — «расползание» насилия, нарастание реваншизма, реставрацию тоталитаризма.

## Признание и память
Современники и исследователи отмечают в Дубине редкое сочетание поэтического, литературного дара с аналитическим мышлением социолога. Друзья и коллеги вспоминают о нём как о человеке незаурядных эрудиции и душевного богатства.

…каждый раз, когда Нобелевская премия по литературе присуждалась какому-то совершенно неизвестному писателю и все бросались искать про него в энциклопедии, то «Иностранная литература» поступала всегда просто: она звонила Борису и просила у него статью, и он мог ее написать.

### Награды
- 1992 — премия журнала «Иностранная литература» за перевод эссе Милоша «Достоевский и Сведенборг»;
- 1994 — национальная премия «Иллюминатор» за подготовку трехтомника Борхеса;
- премия «Знамя»;
- премия Министерства культуры Венгрии;
- 1996 — премия имени А. Леруа-Больё (Франция-Россия);
- 1999 — премия имени М. Ваксмахера (Франция-Россия);
- 2005 — премия Андрея Белого в номинации «За гуманитарные исследования»[23];
- 2006 — премия премии Ефима Эткинда;
- 2008 — кавалер Ордена заслуг Франции[1][2][4].

## Книжные издания
- «Книга и чтение в жизни советского села» (1978, с коллективом авторов)
- «Книга, чтение, библиотека: Зарубежные исследования по социологии литературы» (1982, в соавторстве со Львом Гудковым и А. И. Рейтблатом)
- «Проблемы социологии литературы за рубежом: Сб. обзоров и рефератов» (1983, с коллективом авторов)
- «Есть мнение!: Итоги социологического опроса» (1990, с коллективом авторов)
- «Советский простой человек: Опыт социального портрета на рубеже 90-х» (1993, с коллективом авторов; на нем. яз. — 1992, на франц.яз.- 1993)
- «Литература как социальный институт» (1994, в соавторстве с Л. Д. Гудковым).
- «Интеллигенция: заметки о литературно-политических иллюзиях» (1995, в соавторстве с Л. Гудковым; 2-е изд. — 2009)
- «Литература и общество» (1998, в соавторстве с Л. Гудковым и В. Страдой )
- «Общественный договор: Социологическое исследование» (2001, с коллективом авторов)
- «Слово — письмо — литература: Очерки по социологии современной культуры» (2001)
- «Семантика, риторика и социальные функции „прошлого“: к социологии советского и постсоветского исторического романа» (2003)
- «Интеллектуальные группы и символические формы: Очерки социологии современной культуры» (2004)
- «Социальная дифференциация высшего образования». Москва: Независимый институт социальной политики, 2005 (с коллективом авторов)
- «На полях письма. Заметки о стратегиях мысли и слова в XX веке» (2005, включает избранные переводы)
- «Жить в России на рубеже столетий. Социологические очерки и разработки» (2007)
- «Проблема „элиты“ в сегодняшней России» (2007, в соавторстве с Л.Гудковым и Ю.Левадой, )
- «Общественный разлом и рождение новой социологии: Двадцать лет мониторинга» (2008, с коллективом авторов)
- «Чтение в России — 2008. Тенденции и проблемы» (2008, в соавторстве с Н. А. Зоркой,
- «Постсоветский человек и гражданское общество» (2008, в соавторстве с Л. Д. Гудковым и Н. А. Зоркой)
- «Классика, после и рядом: Социологические очерки о литературе и культуре» (2010)
- «Россия нулевых: политическая культура — историческая память — повседневная жизнь» (2011, см.: )
- «Молодёжь России» (2011, в соавторстве с Л. Д. Гудковым и Н. А. Зоркой)
- «Символы — институты — исследования: новые очерки социологии культуры» (2013, , рец.: )
- «Порука. Избранные стихи и переводы» (2013, , рец.: , , , , )

## Отдельные публикации
- Речь, слух, рассказ: трансформации устного в современной культуре
- Кружковый стеб и массовые коммуникации: К социологии культурного перехода
- Литература как фантастика: письмо утопии
- Состязательность и солидарность, или Рождение спорта из духа общества
- От традиции к игре: культура в социологическом проекте Юрия Левады
- Цена жизни и смерти в обществе без права и суда
- Институты, сети, ритуалы
- Память, война, память о войне
- Границы и проблемы социологии культуры в современной России
- Режим разобщения
- Особый путь и социальный порядок в современной России
- Качество или диплом?
- Дело ЮКОСа, общественное мнение, политическая и правовая культура россиян
- Символы возврата вместо символов перемен
- Последнее восстание интеллектуалов
- Театральность в границах искусства и за его пределами
- Воображение как коммуникативная структура и проекция модерности
- О мифах русских, польских и разных
- Образ православного верующего в современной России
- Молодежь предъявляет запрос на будущее
- О безальтернативности и альтернативах. Опыт последних месяцев в социальной истории России
- Россия, которая не просит — об уроках годовщины протестных выступлений
- Протокол как букварь с картинками
- Память и образ. К вопросу о визуализации исторической травмы
- Большинство, толпа и конструкции власти
- Слова без продолжения. Из стихов 70-х годов
- Идеальное тело и современное общество, видео
- «Чужие» национализмы и «свои» ксенофобии вчерашних и сегодняшних россиян
- «Если можно назвать это карьерой, пусть это будет карьерой»
- Борис Дубин: «Мы ощущаем общность в бессилии и неспособности управлять собственной жизнью» // Московский книжный журнал morebook.ru